# Dębowa Karczma (przystanek kolejowy)
Dębowa Karczma (ukr. Дубова Корчма, ros. Дубовая Корчма) – przystanek kolejowy w miejscowości Dębowa Karczma, w rejonie łuckim, w obwodzie wołyńskim, na Ukrainie. Leży na linii Lwów – Łuck – Kiwerce.
Przed II wojną światową stacja kolejowa.